# 麥達克斯 (數據)

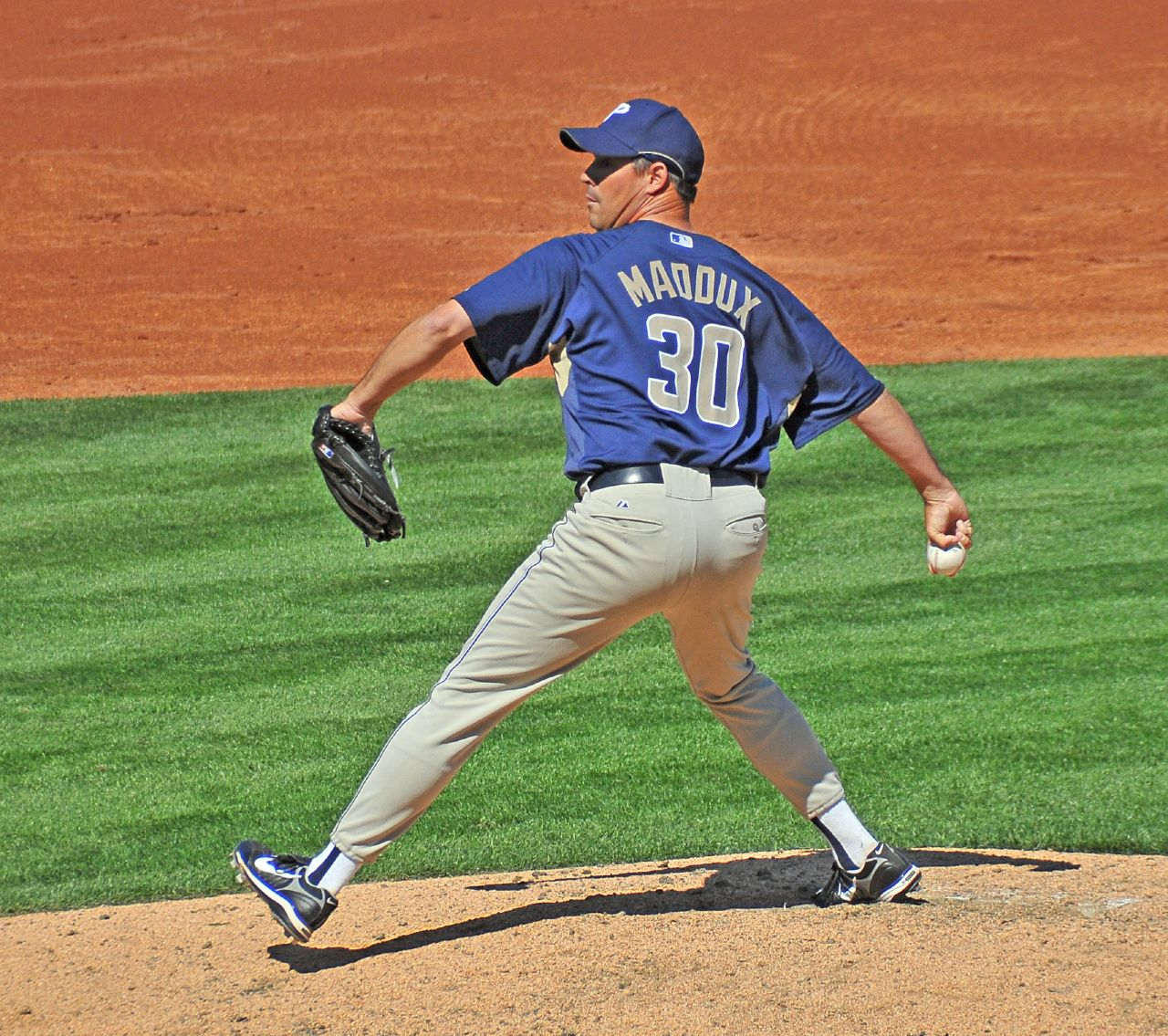
名人堂投手葛瑞格·麥達克斯為該數據命名的對象，他在22年職棒生涯共有35場完封勝，其中達成13次麥達克斯比賽

麥達克斯（英語：Maddux）是一項用來計算投手完封投球數的賽伯計量學數據，只要一名投手可以投出一場9局以上的完封勝，且球數不超過100球，即完成一次麥達克斯。由於目前大聯盟完成最多次該數據的選手就是控球大師葛瑞格·麥達克斯 (共13次)，因此該數據以他來命名。贊恩·史密斯完成了7次，是大聯盟第二多的紀錄。而現役投手紀錄則是由薛爾比·米勒和德瑞克·霍蘭德共同保持，兩人都完成了三次。 1988年，大聯盟一共出現25次的麥達克斯，為史上最多；而2018年只出現2次則是史上最少。
現役大聯盟最多完封勝的投手是克蕭，但他的15場完封裡面只有2013年第一場先發的比賽達成條件，因為在這場94球的比賽他只投出七次三振，是他生涯完封勝裡面三振數第二少的比賽，他的完封勝裡面有9場比賽的三振達到雙位數，用球數就很難壓下來。這份名單裡用球最少的比賽僅有78球，Jon Lieber這場比賽只投出兩次三振，而且只輪了27個打席就結束比賽：兩次上壘的跑者都因為雙殺而出局了。賈拉拉加在2010年那場著名的「28打席完全比賽」中僅用了88球，如果沒有誤判的話，他當天的用球數應該只有83，而他當天只投出過三次三振。
哈勒戴曾在2003年9月6日以99球投了一場10局3安打的完封勝，是這份列表中唯一經歷延長賽還能達成條件的比賽，當天老虎隊的先發投手Nate Cornejo也投了一場9局無失分的好投，不過他用球數破百而沒有續投，接手的羅尼在第十局被打出再見安打吞敗。由於麥達克斯比賽要求投手完封，而一般來說9局無失分的表現通常就足以讓球隊取勝，因此延長賽在這份列表中特別難得，不僅是因為投手得要在更多的打席中把用球數壓在100以內，還必須要求另一隊的投手群也拿出超高水準的表現。
麥達克斯本人在1997年7月22日也曾經只用78球完成過一場比賽，這是他生涯9局比賽中用球數最省的一場，不過他在那場比賽丟了一分，所以並沒有符合麥達克斯比賽的定義，但在有丟分的情況下還能用這麼少的球數，在某些方面來說比沒丟分更難得。這場比賽經歷31個打席才結束，比Jon Lieber同樣球數的那場完封勝還多四個，平均下來一個打席只用2.52球。
由於大聯盟從1988年起才開始正式計算投手在比賽中的用球數，因此1988年以前的投手成績不列入計算中。

## 大聯盟各隊數據
| 球隊           | 次數 | 最近一次出現日 | 達成投手          | 投球數 | 最佳麥達克斯日 | 球隊紀錄保持人    | 投球數 |
| -------------- | ---- | -------------- | ----------------- | ------ | -------------- | ----------------- | ------ |
| 亞利桑那響尾蛇 | 6    | 2014年5月29日  | 喬許·柯曼特       | 94     | 2003年7月18日  | 米格爾·巴蒂斯塔   | 93     |
| 亞利桑那響尾蛇 | 6    | 2014年5月29日  | 喬許·柯曼特       | 94     | 2001年4月10日  | 柯特·席林         | 93     |
| 亞特蘭大勇士   | 24   | 2021年9月24日  | 麥克斯·弗里德     | 97/98  | 1997年7月2日   | 葛瑞格·麥達克斯   | 84     |
| 亞特蘭大勇士   | 24   | 2021年9月24日  | 麥克斯·弗里德     | 97/98  | 1992年6月23日  | 湯姆·葛拉文       | 84     |
| 巴爾的摩金鶯   | 6    | 2001年6月28日  | 席德尼·龐森       | 92     | 1990年7月21日  | 班·麥當勞         | 85     |
| 波士頓紅襪     | 10   | 2014年8月31日  | 克雷·布克霍爾茲   | 98     | 2012年6月29日  | 亞倫·庫克         | 81     |
| 芝加哥小熊     | 13   | 2019年5月3日   | 凱爾·漢崔克斯     | 81     | 2001年5月24日  | 喬恩·萊伯         | 78     |
| 芝加哥白襪     | 8    | 2015年9月21日  | 傑夫·薩馬爾加     | 88     | 1989年5月1日   | 傑瑞·羅伊斯       | 87     |
| 辛辛那提紅人   | 11   | 2011年9月21日  | 布朗森·阿洛尤     | 91     | 2002年7月15日  | 克里斯·雷茲瑪     | 89     |
| 克里夫蘭守護者 | 9    | 2018年8月4日   | 柯瑞·克魯伯       | 98     | 2014年7月30日  | 柯瑞·克魯伯       | 85     |
| 科羅拉多洛磯   | 4    | 2021年6月29日  | 赫曼·馬奎茲       | 92     | 2008年7月1日   | 亞倫·庫克         | 79     |
| 底特律老虎     | 8    | 2025年5月26日  | 塔里克·史庫柏     | 94     | 2010年6月2日   | 阿曼多·賈拉拉加   | 88     |
| 休士頓太空人   | 8    | 2008年9月11日  | 洛伊·奧斯華       | 91     | 1990年7月18日  | 麥克·史考特       | 86     |
| 堪薩斯市皇家   | 6    | 2014年8月13日  | 傑森·瓦加斯       | 97     | 1996年9月2日   | 提姆·貝爾奇爾     | 90     |
| 洛杉磯天使     | 14   | 2022年8月19日  | 派翠克·桑多瓦爾   | 97     | 1989年4月16日  | 伯特·布萊勒文     | 90     |
| 洛杉磯道奇     | 14   | 2019年5月7日   | 柳賢振            | 93     | 2002年6月25日  | 歐達里斯·培瑞茲   | 87     |
| 邁阿密馬林魚   | 7    | 2019年5月19日  | 山迪·艾爾康塔拉   | 89     | 2014年6月3日   | 韓德森·艾爾法瑞茲 | 88     |
| 密爾瓦基釀酒人 | 12   | 2014年6月1日   | 凱爾·洛斯         | 93     | 1991年9月17日  | 克里斯·波西歐     | 82     |
| 明尼蘇達雙城   | 15   | 2017年6月9日   | 厄文·桑塔那       | 91     | 1992年4月17日  | 比爾·克魯格       | 85     |
| 紐約大都會     | 8    | 2019年7月27日  | 史蒂文·馬茲       | 99     | 1989年8月28日  | 法蘭克·懷歐拉     | 85     |
| 紐約洋基       | 10   | 2017年4月27日  | 田中將大          | 97     | 1992年6月30日  | 史考特·山德森     | 86     |
| 奧克蘭運動家   | 9    | 2016年8月19日  | 肯道爾·葛拉夫曼   | 98     | 2005年7月14日  | 理查·哈登         | 80     |
| 費城費城人     | 15   | 2021年9月25日  | 藍傑·蘇亞瑞茲     | 97     | 1997年9月2日   | 麥克·葛拉斯       | 84     |
| 匹茲堡海盜     | 16   | 2018年7月23日  | 崔佛·威廉斯       | 84     | 1990年9月30日  | 道格·德拉貝克     | 80     |
| 聖地牙哥教士   | 9    | 2014年9月15日  | 安德魯·凱許納     | 92     | 2006年5月14日  | 克雷·韓斯利       | 91     |
| 西雅圖水手     | 12   | 2019年8月18日  | 菊池雄星          | 96     | 2000年5月17日  | 約翰·哈拉馬       | 87     |
| 舊金山巨人     | 13   | 2014年8月3日   | 麥迪森·邦加納     | 94     | 1993年9月17日  | 比爾·史威夫特     | 82     |
| 聖路易紅雀     | 14   | 2022年8月22日  | 喬丹·蒙哥馬利     | 99     | 1990年8月17日  | 鮑伯·圖克斯伯瑞   | 79     |
| 坦帕灣光芒     | 6    | 2015年8月20日  | 克理斯·亞契       | 98     | 2008年5月9日   | 詹姆斯·席爾斯     | 92     |
| 德州遊騎兵     | 8    | 2015年9月11日  | 寇拜·路易斯       | 97     | 1990年6月20日  | 凱文·布朗         | 79     |
| 多倫多藍鳥     | 17   | 2015年6月3日   | 馬克·柏利         | 93     | 2001年10月5日  | 洛伊·哈勒戴       | 83     |
| 華盛頓國民     | 8    | 2013年8月11日  | 史蒂芬·史崔斯伯格 | 99     | 2006年8月15日  | 佩卓·阿斯塔修     | 89     |